# 蘭審
蘭 審（らん しん、生没年不詳）は、五胡十六国時代の後燕の人物。昌黎郡棘城県の人。蘭建の子。

## 生涯
384年1月、慕容垂の燕王即位に伴い、爵位の授与が行われた。蘭審は慕容垂の従弟の慕容抜ら17人、甥の宇文輸とともに王に封じられた。
これ以後の事績は、史書に記されていない。

## 家系

### 父
- 蘭建

### 妻
- 新城公主 - 燕王慕容皝の娘

### 子
- 蘭瓌 - 妻は南燕の献武帝慕容徳の娘の楽安公主